# Matrimonio igualitario en Rumania
Ni el matrimonio igualitario ni ningún tipo de unión civil, es legal en Rumania. En este estado, la homosexualidad fue prohibida durante el período comunista y fue despenalizada en 1996, la última ley anti-gay fue abolida en 2001, debido en parte por la presión ejercida por el Consejo de Europa.

## Campaña electoral de 2004
El presidente de Rumanía, Traian Băsescu, dijo durante la campaña electoral de 2004, que no veía nada malo en el matrimonio entre personas del mismo sexo, estos comentarios fueron usados por el opositor Partido Socialdemócrata en su contra.

## Activismo político
ACCEPT, plataforma pro-derechos LGBT rumana, apuesta por derechos de paternidad iguales para parejas tanto heterosexuales como homosexuales y la aprobación del matrimonio entre personas del mismo sexo. Esta organización empezó una campaña para legalizar las uniones entre personas del mismo sexo en Rumanía durante un festival gay en Bucarest: GayFest 2006, que duró desde el 30 de mayo al 4 de junio, y fue organizado bajo el lema "Matrimonio homosexual y uniones civiles en Rumanía". Este evento provocó un debate sobre el asunto en los medios de comunicación. Así mismo, ACCEPT organizó un seminario y un debate público sobre las uniones homosexuales y llamó al gobierno a legalizar el matrimonio, o al menos, registrar la paternidad para las parejas homosexuales; sin embargo, el gobierno no ha respondido al llamamiento.
Romanita Iordache, el presidente de ACCEPT, declaró el 31 de mayo refiriéndose a la ley anti-gay y a la comunidad LGBT: El artículo 200, ha sido derogado, pero todavía no tienen los mismos derechos, a pesar de lo que la Constitución garantiza. El portavoz de ACCEPT, Florin Buhuceanu, afirmó que, Garantizar la igualdad de derechos a través del reconocimiento del matrimonio homosexual... es sólo un paso hacia adelante.
La primera ceremonia de boda de una pareja homosexual en Rumanía tuvo lugar el 5 de junio de 2006, después del GayFest, cuando Florin Buhuceanu, el director ejecutivo de ACCEPT, se casó con su compañero español, luego de 4 años de relación. El matrimonio simbólico, que no tuvo estatus legal en Rumanía, fue bendecido por la Iglesia de la Comunidad Metropolitana en Bucarest. La pareja se casó a finales de 2006 en un matrimonio civil en España, donde si es reconocido legalmente.

## Intento de prohibición al matrimonio entre personas del mismo sexo
El 13 de febrero de 2008, el Senado de Rumania votó una enmienda al Código Civil, propuesto por el Partido de la Gran Rumanía, para definir explícitamente el matrimonio como entre un hombre y una mujer. Anteriormente, la ley sólo usaba las palabras "entre cónyuges". La enmienda fue aprobada con 38 votos a favor, 10 votos en contra y 19 abstenciones. No se votó en la Cámara de Diputados, y como las nuevas elecciones se llevaron a cabo a finales de ese año, el proyecto murió en la legislación.
En mayo de 2009, un nuevo Código Civil fue propuesto por el gobierno. La Subcomisión parlamentaria responsable del Código Civil decidió modificar la definición de matrimonio, mencionando expresamente que debía ser entre un hombre y una mujer. Por otra parte, fue aprobada una enmienda, que indicaba que el Estado rumano no reconocería los matrimonios entre personas del mismo sexo extranjeros.

## Proyecto de ley de Uniones civiles
El 23 de febrero de 2008, Peter Eckstein-Kovács, un parlamentario de la Unión Democrática de Húngaros en Rumania, propuso la legalización de las uniones civiles que permitiría a todas las parejas no casadas (incluyendo a las parejas homosexuales) una serie de derechos. Dijo que el actual Código de Familia fue adoptado hace más de cincuenta años y ya no refleja la realidad social, tanto en el caso de los homosexuales y los heterosexuales. Esta fue la primera vez que un político rumano apoyó explícitamente las uniones civiles para la parejas del mismo sexo.
El 23 de julio de 2008, Péter Kovács Eckstein, presentó un proyecto de unión civil en el Senado. Sin embargo, el proyecto de ley se abandonó en el Senado tras las elecciones de 2008.
Un proyecto de ley de asociaciones civiles fue presentado por el diputado Viorel Arion, del Liberal Democrático, en febrero de 2011. Hubiera reconocido a las parejas del mismo sexo y del sexo opuesto algunos derechos del matrimonio, y recibió una recomendación favorable de la Comisión Legislativa de la Cámara de Diputados, sin embargo, el proyecto de ley fue rechazado por el Gobierno, que señaló que el Código Civil sólo reconocía un tipo de relación en Rumania, el matrimonio entre un hombre y una mujer.

## Opiniones de los partidos políticos
Ninguno de los principales partidos políticos de Rumanía, ya sea en el gobierno o en la oposición, apoya explícitamente el matrimonio entre personas del mismo sexo o las uniones civiles, o ha propuesto alguna ley, por lo cual el debate sobre la cuestión esta reservado a la sociedad civil y a los medios de comunicación.
En junio de 2006, el periódico Cotidianul llevó a cabo varias entrevistas con representantes de los cinco partidos políticos principales, preguntándoles acerca de su postura sobre matrimonios entre personas del mismo sexo.
Crin Antonescu, el líder de la delegación parlamentaria del Partido Nacional Liberal, que formaba parte de la alianza de gobierno, se negó a dar una visión oficial del partido sobre el asunto. En cambio, dijo que, Tanto el partido como yo hemos dado prueba de que estamos a favor del reconocimiento de las minorías sexuales. Sin embargo, personalmente estoy en contra del matrimonio entre personas del mismo sexo.
El líder del Partido Demócrata, el otro miembro de la coalición gobernante, fue igualmente evasivo, afirmando que: Ahora no es el momento adecuado para hablar de este tema. Ahora tenemos otros asuntos mucho más importantes que hacer en relación con la integración europea. Vamos a integrarnos en primer lugar, y a continuación podemos ver la forma en que las mentalidades cambian. Eventualmente, vamos a discutir este tema.
Liviu Negoita, la alcalde demócrata del Sector 3 de Bucarest, declaró que, si una ley va a existir -que legalizara el matrimonio entre personas del mismo sexo-, yo lo respeto. Como alcalde, no tengo otra opción. Personalmente, yo respeto la opción sexual de cada persona.
El principal partido de oposición, los socialdemócratas, cuyas posturas sobre las cuestiones sociales suelen ser más conservadoras que las de los partidos en gobierno, afirmó que no iniciarían y no apoyarían tal propuesta legislativa. Sin embargo, el portavoz oficial del partido también proclamó que, un debate público es necesario, a fin de ver de qué manera las normas en materia de libertades fundamentales, se pueden mejorar en lo que respecta a las personas con otra orientación sexual.
La oposición se ve más claramente en el Partido de la Gran Rumanía, de extrema derecha y nacionalista. El vicepresidente del partido afirmó: Está claro que no vamos a iniciar una propuesta legislativa, ya que somos un partido cristiano. El pecado de la sodomía es uno de los mayores.
El Partido Conservador fue menos vocal en su oposición al matrimonio del mismo sexo, con Octavio Petrovici, el vicepresidente de la división del partido de Bucarest, indicando sobre parejas del mismo sexo que es su propia elección, y de la misma forma en que respetamos la opción de todo ciudadano, respetamos la elección de estas personas. Sin embargo, hay un largo camino entre respetar las opciones a hacer las leyes especiales, que no coinciden con los valores y principios que nuestro partido afirma.
El 27 de noviembre de 2006, la organización de mujeres del Partido Conservador adoptó una resolución en la que se oponía al matrimonio entre personas del mismo sexo y a la adopción homoparental. La resolución declaró que, La familia tiene como objetivo primordial nuestra continuidad y vamos a seguir apoyando su desarrollo, en particular, ya que se enfrentarán en el futuro con un acentuado proceso de envejecimiento y una reducción significativa de la población. Rechazamos categóricamente la legalización de los matrimonios entre personas del mismo sexo.
El 10 de junio de 2007, después del GayFest Bucarest, el Partido Conservador reiteró su posición, afirmando que las opciones sexuales de cada ciudadano son aceptados y respetados en Rumania, pero de aquí hasta la adopción de leyes especiales para las minorías sexuales hay un camino demasiado largo. Apoyamos la definición de matrimonio como la unión entre un hombre y una mujer.